# Inés Rivero
María Inés Rivero (Córdoba, 18 de agosto de 1975) es una modelo argentina destacada por haber sido una de las primeras ángeles de la marca Victoria's Secret e imagen de varias casas de moda de lujo.

## Biografía

### Comienzos
Debuta como modelo a los 14 años de edad, cuando trabajaba en un show de moda local. A los 16 años, la descubre Chicha Osorio, un agente de moda de la escuela Mannequins en Córdoba, y un año después compite y gana el Elite Look of the Year de Argentina.

### Carrera profesional
Poco después de alcanzar el éxito en Argentina, representada por Dotto Models, Inés dio el salto a la fama internacional al protagonizar la campaña de la casa Giorgio Armani. 
Posteriormente Inés logró también realizar campañas para otras marcas y diseñadores destacados como Bill Blass, Chanel, Claude Montana, Ellen Tracy, Fendi, Herve Leger, John Galliano, Romeo Gigli, Saks Fifth Avenue, Valentino y Vera Wang en el ámbito internacional y Akiabara, Caro Cuore, Chocolate, John L Cook o Vitamina en Argentina.
En materia de editoriales de moda, Inés ha colaborado con publicaciones como Elle (Argentina, Australia, Francia, Portugal), Marie Claire (Francia), o Vogue (EE. UU., Francia, Italia, Latinoamérica).  
Por otra parte, Inés Rivero es especialmente conocida por haber sido una de las primeras modelos en ser elegida como "angel" de Victoria's Secret, en 1999, junto a Tyra Banks, Stephanie Seymour, Heidi Klum, Daniela Pestova y Gisele Bündchen.
Rivero también ha sido parte del mundo de la música y el cine, en 1997 lanzó un álbum llamado Che Guevara (Hasta Siempre), y en 2006 apareció en la película The Devil Wears Prada.

## Vida personal
Estuvo casada durante dos años con un artista francés, el conde príncipe Jarl Ale Alexandre de Basseville hasta 1998. En 2001, contrajo matrimonio con el empresario cubano Jorge Mora, con quien tendría su única hija ese mismo año. Ambos se divorciaron en 2004.
Además de ejercer intensamente su profesión, toma clases de boxeo, practica yoga y disfruta de las carreras de motocicletas.
En el 2019 fue diagnosticada con la enfermedad neurológica y degenerativa de esclerosis múltiple.